# Robert McLachlan (Entomologe)

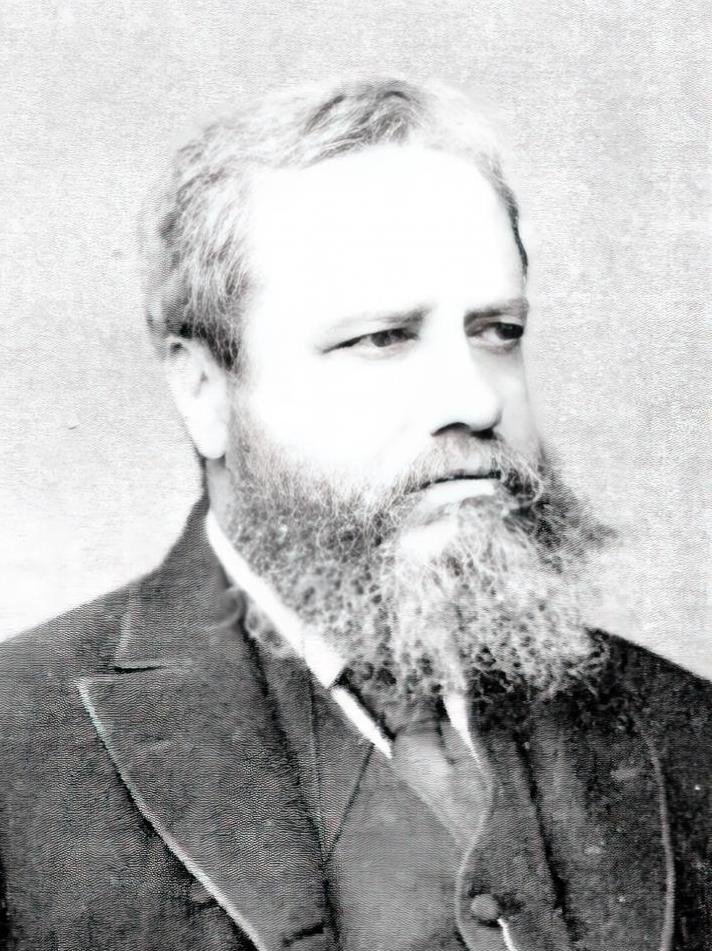
Robert McLachlan

Robert McLachlan (auch Mac Lachlan oder M’Lachlan; * 10. April 1837 in Ongar, Essex; † 23. Mai 1904 in Lewisham) war ein englischer Entomologe.

## Leben und Wirken
Er war der Sohn von Hugh McLachlan. Er widmete sich ursprünglich dem Studium der Botanik, bevor er sich auf die Neuroptera spezialisierte. Er war der erste Redakteur des Entomologists' Monthly Magazine.
1858 wurde McLachlan Mitglied der Entomological Society of London, zwischen 1868 und 1872 Sekretär, zwischen 1873 und 1875 sowie von 1891 bis 1904 Schatzmeister und von 1885 bis 1886 Präsident. 1861 wurde er zum Mitglied der Royal Society of Edinburgh gewählt. Ab 1862 war er auch Mitglied der Linnean Society of London, ab 1877 der Royal Society, ab 1881 der Zoological Society of London, ab 1888 der Royal Horticultural Society. Ebenso war er Mitglied im Rat der Ray Society.

## Werke
- Monograph of the British species of caddis-flies (1865).
- Monograph of the British Neuroptera-Planipennia (1868).
- Monograph British Psocidae (1866–1867).
- Catalogue of British Neuroptera (1870).
- Quelques espèces de phryganides (1872)
- Monographic revision and synopsis of the Trichoptera of the European fauna (zwei Bände, 1874 und 1880).